# 黃秉槐
黃秉槐，MBE，JP（1937年11月2日—1997年6月4日），已故香港工程師、香港市政局議員、香港立法局議員。

## 生平
黃秉槐在1950年畢業於灣仔中國兒童書院。他本與永隆銀行前董事長伍步高為聖類斯中學同屆畢業生
，但在1953年初中畢業後，至1957年才畢業於中六年級。黃秉槐在1957年至1958年於香港工業專門學院修讀機械工程高級文憑，從學院畢業之後，加入怡和機器有限公司任職冷氣工程師。他往後於1963年以一級榮譽成績取得格拉斯哥皇家理工學院（Royal College of Science & Technology，1961年起修讀）工程學士學位，1964年完成威爾斯大學（斯旺西）工程碩士課程，曾於1983年至1995年獲委任為香港市政局議員。期間在香港大學擔任機械工程系講師，兼任康寧堂舍監，1986年獲委任為太平紳士。
後來在1991年香港立法局選舉中，他在工程、建築、測量及都市規劃界功能組別選擧中勝出成為議員。另外也出任九龍城區議員。1995年香港立法局選舉，他再次在工程界功能組別成功連任。他在立法局內擔任財務委員會工務小組委員會主席，亦參與其他委員會工作，並以其工程學知識提供意見。黃秉槐熱心公共事務，曾參與多項公職，亦曾在中國內地多間大學擔任工程學顧問教授，促進中、港兩地的科技交流。
1997年6月1日，黃秉槐胸口不適，6月2日因不省人事送院，至6月4日上午因心肌梗塞逝世。

## 名下馬匹
黃秉槐、黃鄭淑媛熱愛賽馬，是香港賽馬會會員，養過多匹馬，包括「金威」、「真威」、「加威」等，曾贏得多項錦標。

## 專業資格
- 英國土木、機械及電機工程師學會資深會員
- 英國屋宇裝備工程師學會榮譽資深會員
- 香港工程師學會資深會員
- 英國工程翰林院院士
- 註冊專業工程師（屋宇裝備）[6]

## 公職
- 香港市政局議員（1983年-1995年）
- 城市規劃委員會委員
- 土地發展公司董事局成員
- 環境污染問題諮詢委員會委員
- 教育統籌委員會委員
- 體藝教育基金有限公司主席暨賽馬會體藝中學校監
- 香港浸會大學校董
- 僱員再培訓局主席
- 職業訓練局主席（1995年-1997年）

## 顧問教授
- 西安交通大學
- 華南理工大學
- 上海同濟大學

## 榮譽
- MBE勳銜
- 太平紳士

## 資料來源
1. 1 2 3 4 5 6  香港議員名人錄編輯委員會 (编). . 新報. 1984: 127.
2. ↑  . 華僑日報. 1950-07-22: 8  [2022-04-21]. （原始内容存档于2022-08-24）.
3. 1 2  . 華僑日報. 1953-07-31: 11  [2022-04-20]. （原始内容存档于2022-08-24）.
4. ↑  . 華僑日報. 1957-11-30: 14  [2022-04-17]. （原始内容存档于2022-08-24）.
5. 1 2 3 4  Kevin Sinclair (编).  4. Who's Who in Hong Kong Ltd.、Asianet Information Services Ltd. 1988: 421.
6. ↑  《立法局議員逐個捉》，葉根銓，明報出版社，p200

- 立法局會議過程正式紀錄 1997年6月4日 （页面存档备份，存于）
- 愛彼錶女皇盃 （页面存档备份，存于）
- 《政制改革的公眾諮詢》 （页面存档备份，存于） 何秀蘭，2003年2月19日